# Övre Idetjärnen
Övre Idetjärnen är en sjö i Vänersborgs kommun i Dalsland och ingår i Örekilsälvens huvudavrinningsområde. Sjön har en area på 0,0987 kvadratkilometer och ligger 143,4 meter över havet. Sjön avvattnas av vattendraget Lillån.

## Delavrinningsområde
Övre Idetjärnen ingår i det delavrinningsområde (650435-128795) som SMHI kallar för Inloppet i Nyckelvattnet. Medelhöjden är 172 meter över havet och ytan är 24,4 kvadratkilometer. Det finns inga avrinningsområden uppströms utan avrinningsområdet är högsta punkten. Lillån som avvattnar avrinningsområdet har biflödesordning 3, vilket innebär att vattnet flödar genom totalt 3 vattendrag innan det når havet efter 41 kilometer. Avrinningsområdet består mestadels av skog (92 procent). Avrinningsområdet har 1,47 kvadratkilometer vattenytor vilket ger det en sjöprocent på 6 procent.